# دونالد ستيفنسون
دونالد ستيفنسون (بالإنجليزية: Donald Stephenson)‏ هو لاعب كرة قدم أمريكية أمريكي، ولد في 30 سبتمبر 1988 في كانساس سيتي في الولايات المتحدة.

## وصلات خارجية
- دونالد ستيفنسون على موقع مرجع كرة القدم المحترفة.كوم (الإنجليزية)